# Prerequisiti della salute
I prerequisiti della salute sono quelle condizioni e risorse iniziali che devono necessariamente esistere per permettere di agire sui determinanti della salute. Infatti, così come stabilito nella carta di Ottawa per la promozione della salute del 1986, il progresso nell'ambito della salute non può prescindere dalla presenza di questi prerequisiti.

## I prerequisiti

### Abitazione
Esiste una chiara evidenza che mostra un'associazione fra l'abitazione e la salute. Una buona qualità dell'abitazione porta al miglioramento delle condizioni fisiche e mentali. Un'abitazione scadente, soprattutto se caratterizzata da freddo e umidità, porta a problemi respiratori e a dolori di vario genere, mentre l'eccessivo affollamento dell'abitazione genera problemi di ansia e depressione.

### Pace
La presenza di una situazione di conflitto armato ha delle pesanti conseguenze nei confronti della salute, in termini di aumento della mortalità, di lesioni che portano a disabilità croniche, di problemi mentali, di malattie sessuali, di malattie trasmissibili, di crimini e violenze sessuali. La guerra incide in modo sostanziale sulla salute anche attraverso lo sfollamento della popolazione, che disgrega le reti sociali, nonché attraverso la distruzione dei servizi sociali e sanitari del territorio.

### Istruzione
I livelli di istruzione producono significativi gradienti di rischio per la salute. Questi sono strettamente correlati a livelli di deprivazione causati dalle barriere economiche, culturali e sociali che impediscono un accesso equo all'istruzione. Ciò è più evidente per le donne e per altri gruppi che si trovano in posizioni di svantaggio sociale.

### Alimentazione
La disponibilità di adeguate quantità di cibo di buona qualità costituisce un elemento centrale per promuovere la salute e il benessere. La scarsità di cibo e la mancanza della sua qualità e varietà causa la malnutrizione e le malattie da deficienza nutrizionale, mentre l'eccesso di cibo contribuisce allo sviluppo di malattie cardiovascolari e metaboliche, di tumori, di obesità e problematiche dentali.

### Economia
Nello specifico, con economia si intende il reddito e la continuità delle risorse. La disoccupazione pone dei rischi significativi alla salute; è dimostrato come le persone disoccupate e le loro famiglie abbiano maggiori probabilità di morte prematura. L'insicurezza del lavoro provoca un aumento dell'ansia, della depressione e dei problemi cardiovascolari.

### Stabilità dell'ecosistema
Un ecosistema è un'unità ecologica fondamentale, formata da una comunità di organismi viventi in una determinata area e dal suo specifico ambiente fisico, con il quale gli organismi sono legati da complesse interazioni e scambi di energia e di materia. È fondamentale che gli ecosistemi tendano alla stabilità, cioè alla condizione per cui l'ecosistema è in grado di assorbire nel tempo le perturbazioni esterne (naturali o indotte dall'uomo), mantenendo integra la propria struttura. Un ecosistema alterato può ripristinare le proprie condizioni precedenti solo con molta lentezza e in modo graduale.

### Giustizia ed equità sociale
L'equità vuol dire giustizia. Equità nella salute significa che i bisogni delle popolazioni devono guidare la distribuzione delle opportunità per conseguire il benessere; ciò implica che ciascuno dovrebbe avere le stesse opportunità di raggiungere il medesimo potenziale di salute. Significa anche poter aver accesso a servizi sanitari di qualità in termini di uguale accesso ed utilizzo di essi a fronte di bisogni uguali.